# Зарецкий, Николай Васильевич
Николай Васильевич Зарецкий (9 мая 1876, Херсонская губерния, Российская империя — 18 августа 1959, Париж) — русский художник, график, искусствовед, эмигрант.

## Биография
Окончил Тверское кавалерийское училище и Рисовальную школу Общества поощрения художеств (1912). Ученик Я. Ф. Ционглинского и Д. Н. Кардовского. 
С 1920 года в эмиграции в Берлине. Являлся председателем Союза русских живописцев, ваятелей и зодчих (1923—1925). 
С 1931 года жил в Праге.  В конце 1930-х гг. организатор пражского Русского культурно-исторического музея.
В 1951 году переехал в Париж, где и умер. 
Личный архив художника хранится в Литературном архиве Музея национальной литературы в Праге и архиве Колумбийского университета в Нью-Йорке.

## Рисунки из серии  «Русская армия в 1812 году»

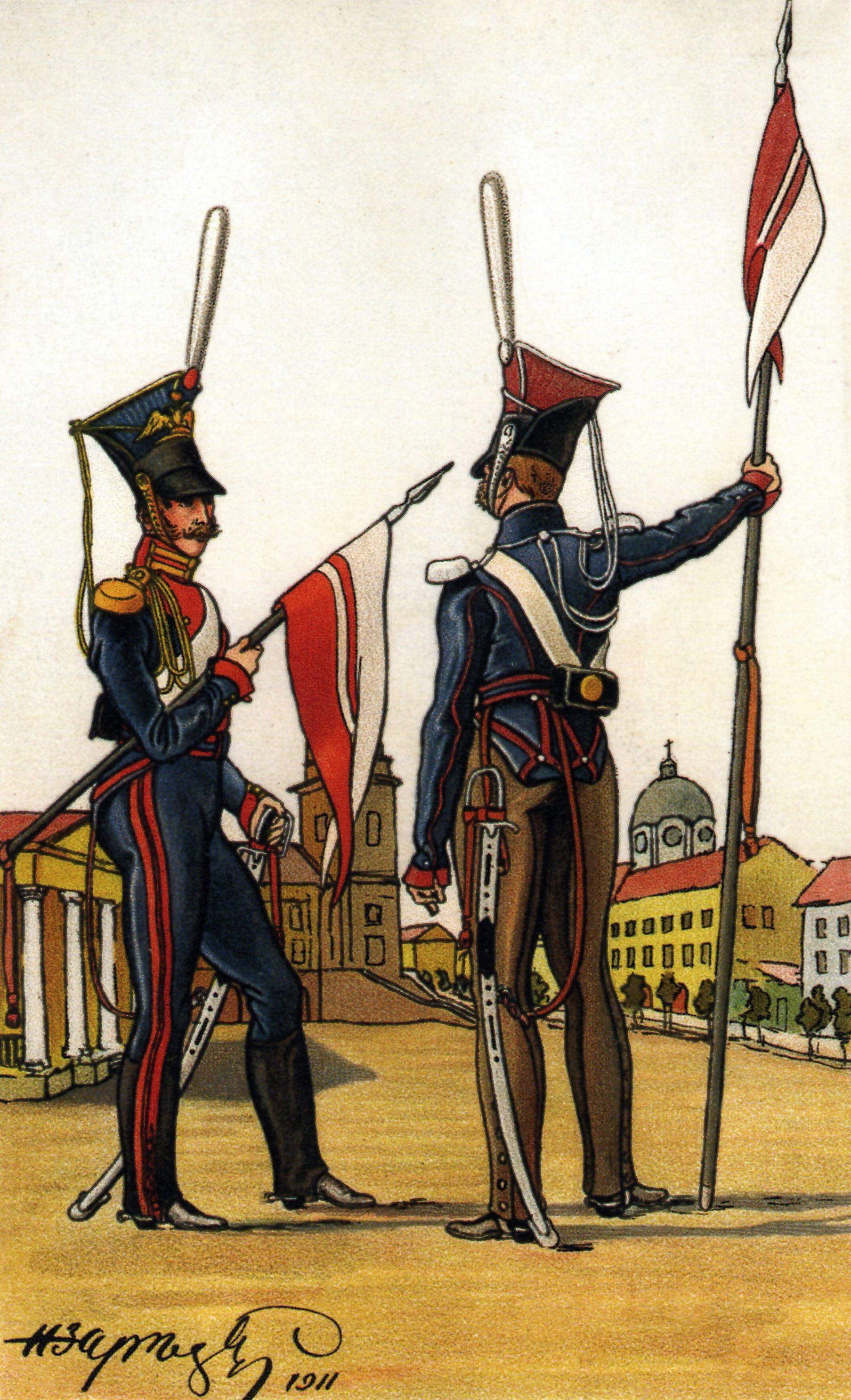
Рядовой Лейб-гвардии Уланского полка (парадная форма; слева) и рядовой Татарского уланского полка (походная форма).
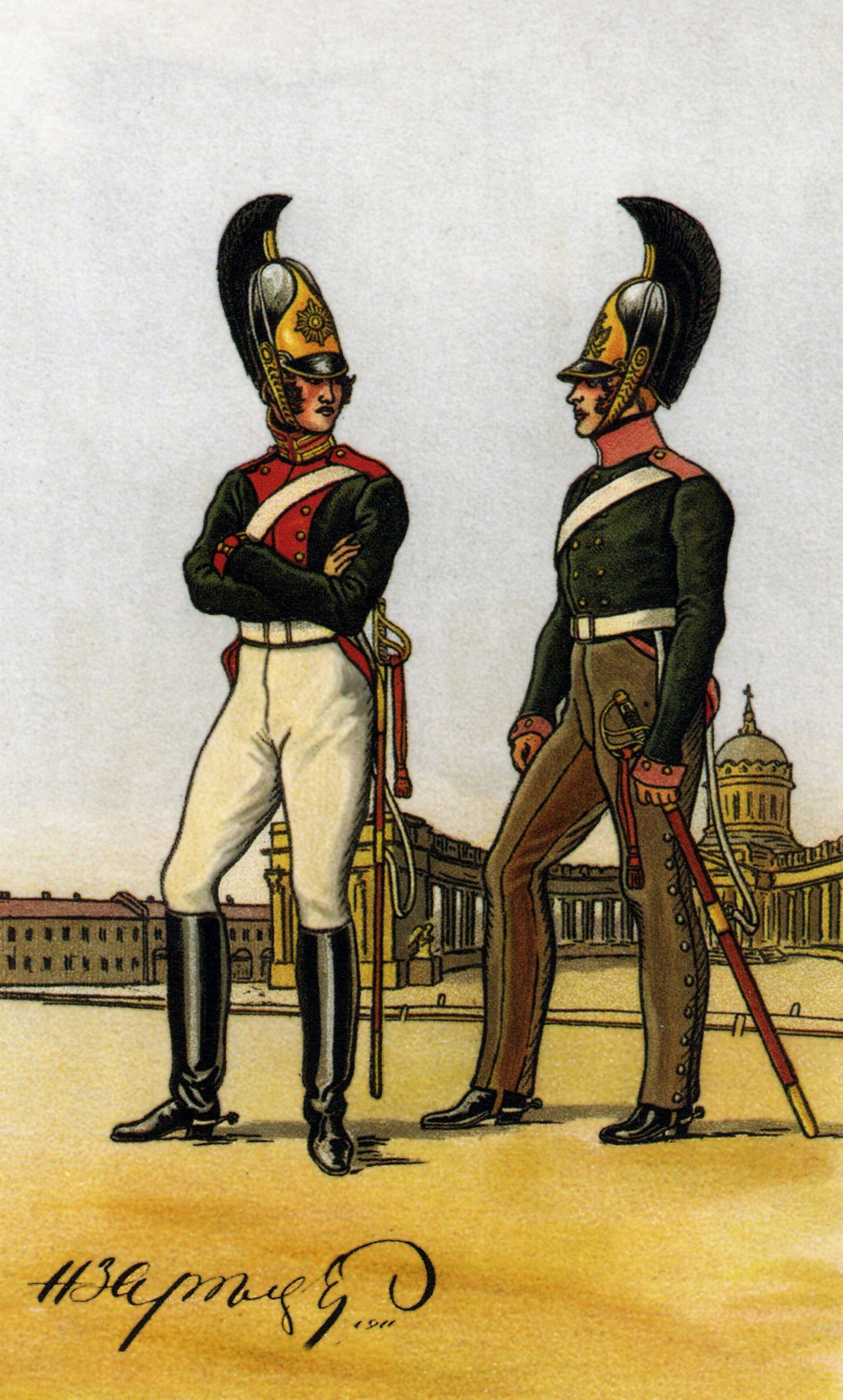
Рядовой Лейб-гвардии Драгунского полка (парадная форма; слева) и рядовой Санкт-Петербургского драгунского полка (походная форма).
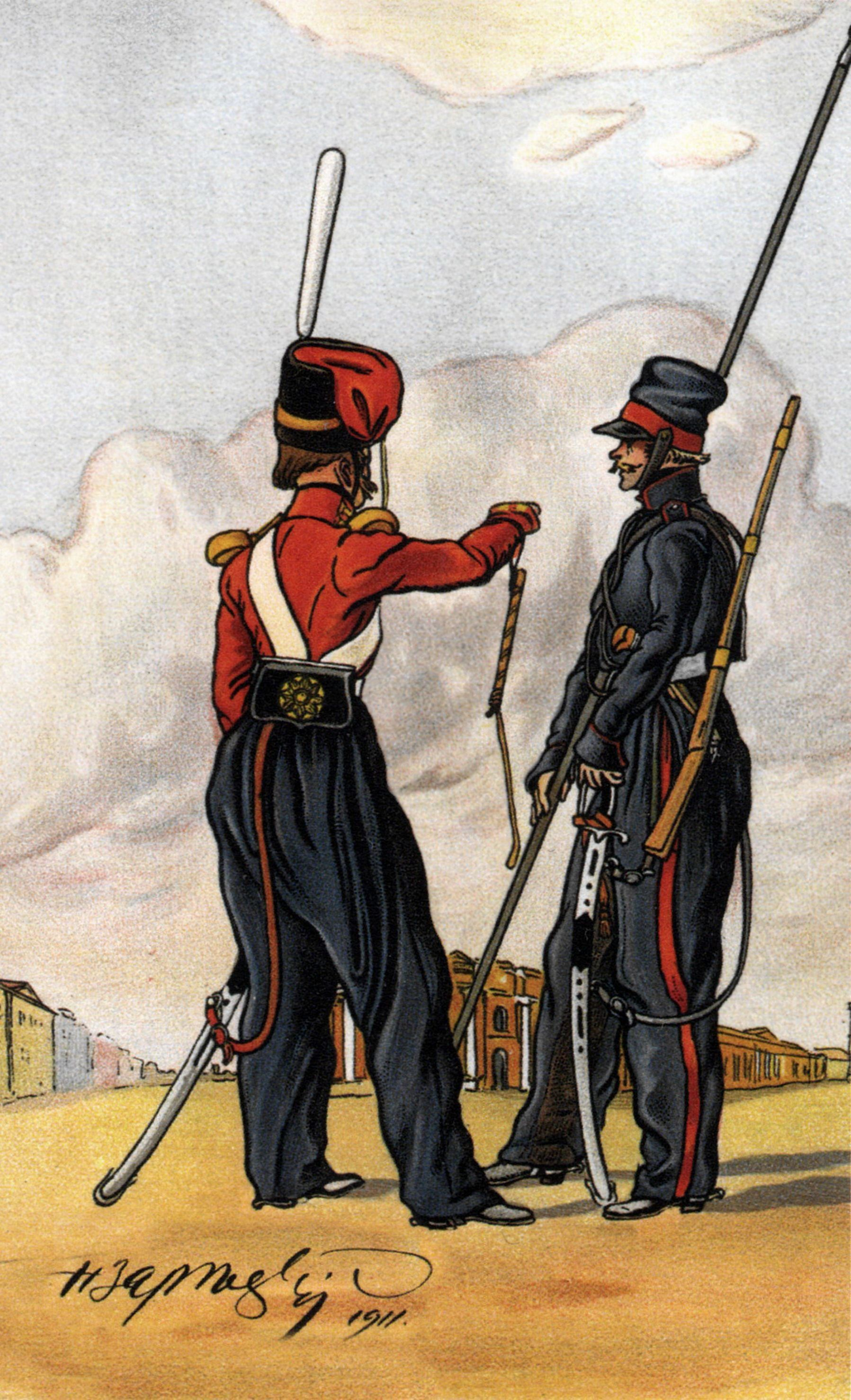
Казак Казачьего лейб-гвардии полка (парадная форма; слева) и донской казак (походная форма).
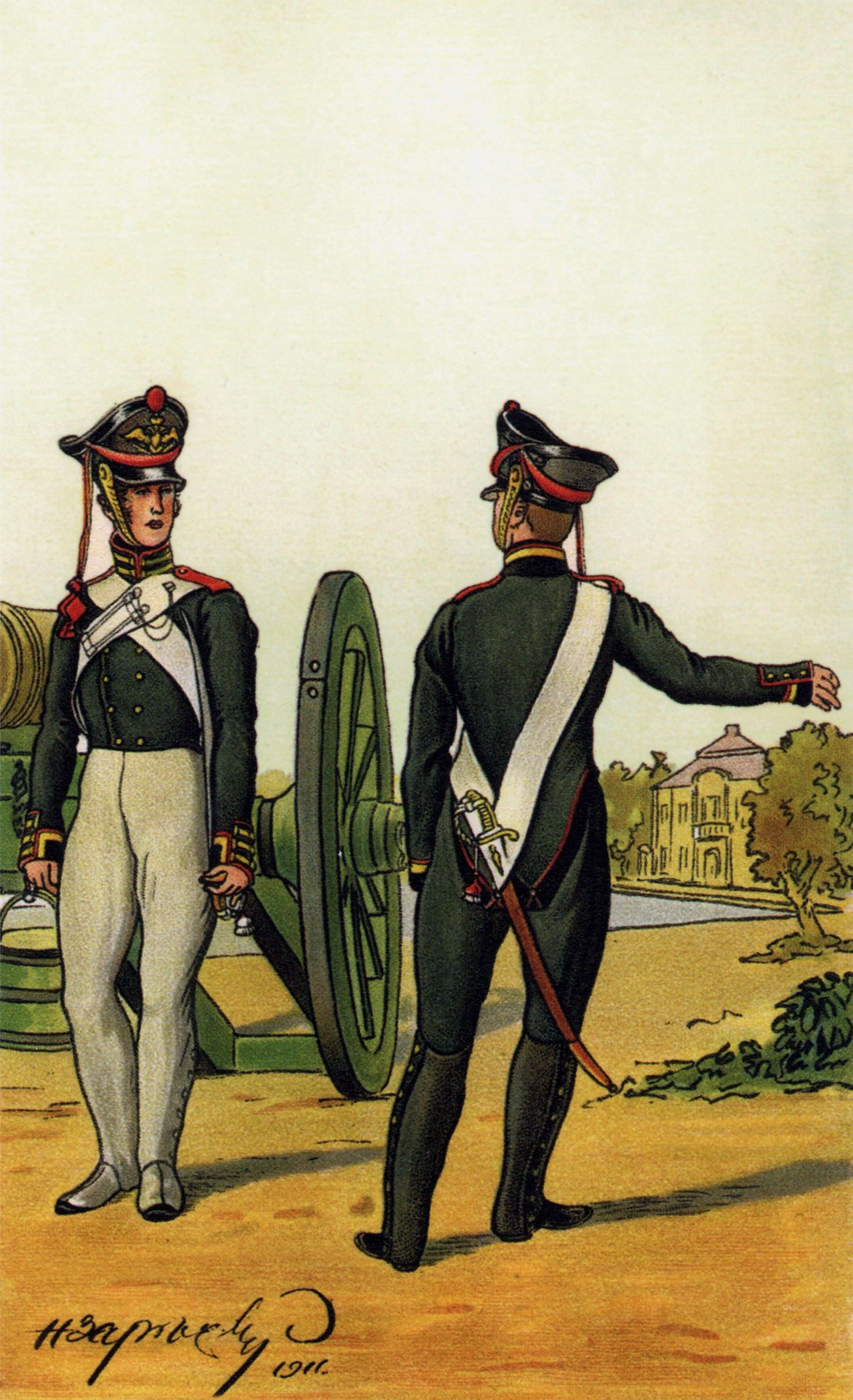
Бомбардир Гвардейской пешей артиллерии (летняя форма; слева) и фейерверкер 14-го егерского полка (зимняя форма).
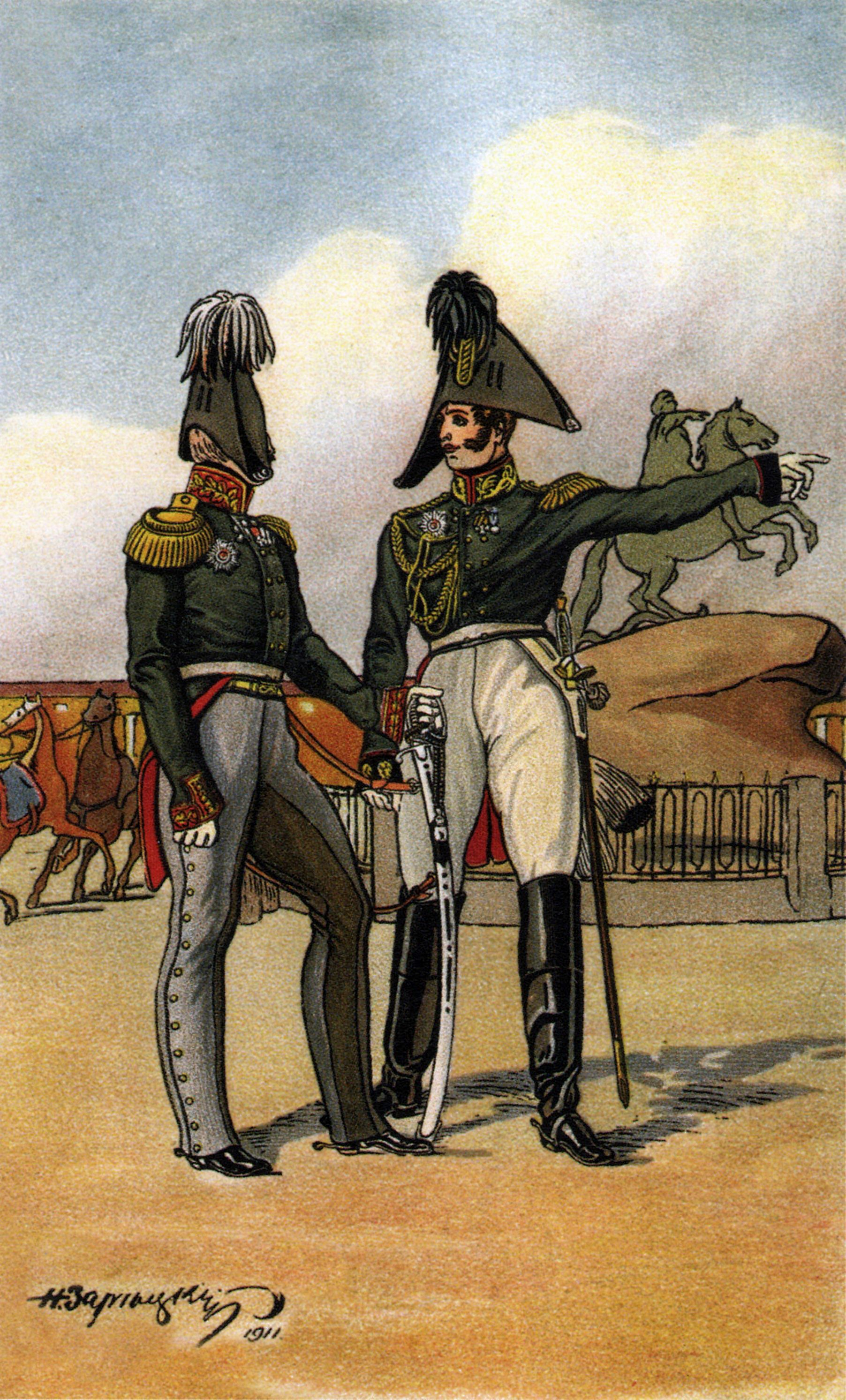
Генерал, состоящий по лёгкой кавалерии (походная форма; слева) и генерал Свиты Его Величества по квартирмейстерской части (парадная форма).
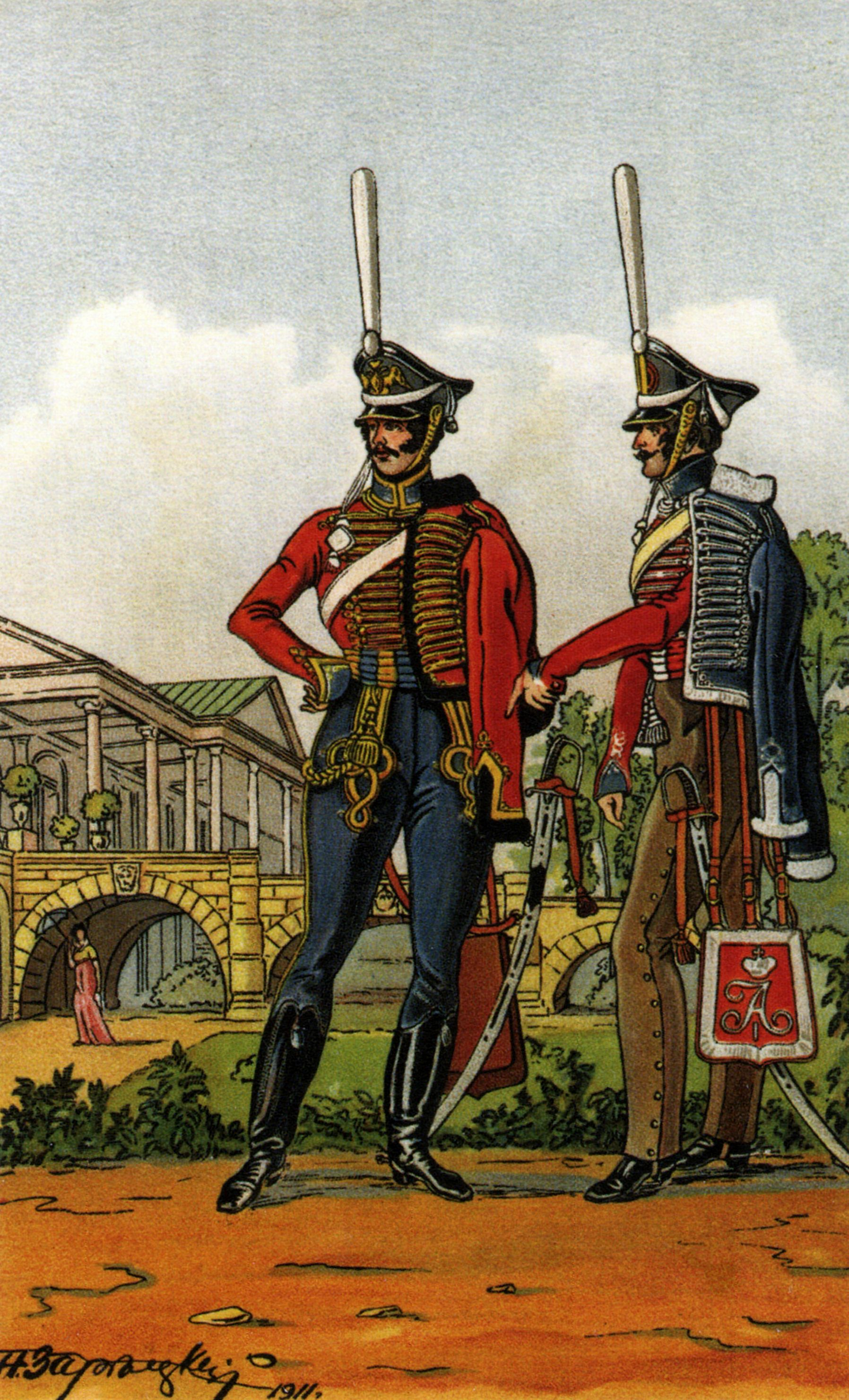
Рядовой Лейб-гвардии Гусарского полка (парадная форма; слева) и рядовой Изюмского гусарского полка (походная форма).
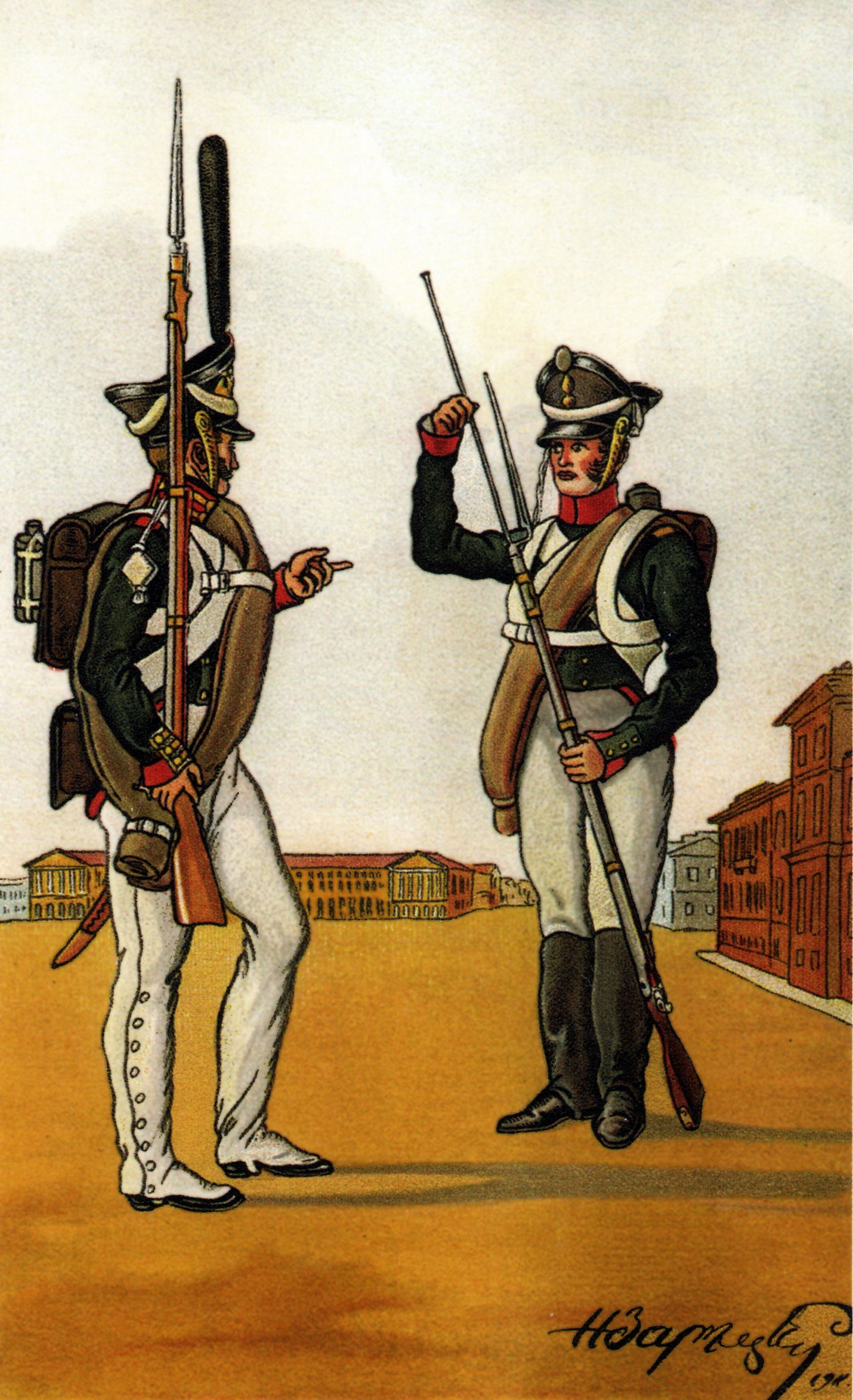
Гренадер Преображенского лейб-гвардии полка (летняя форма; слева) и мушкетёр Севского пехотного полка (зимняя форма).
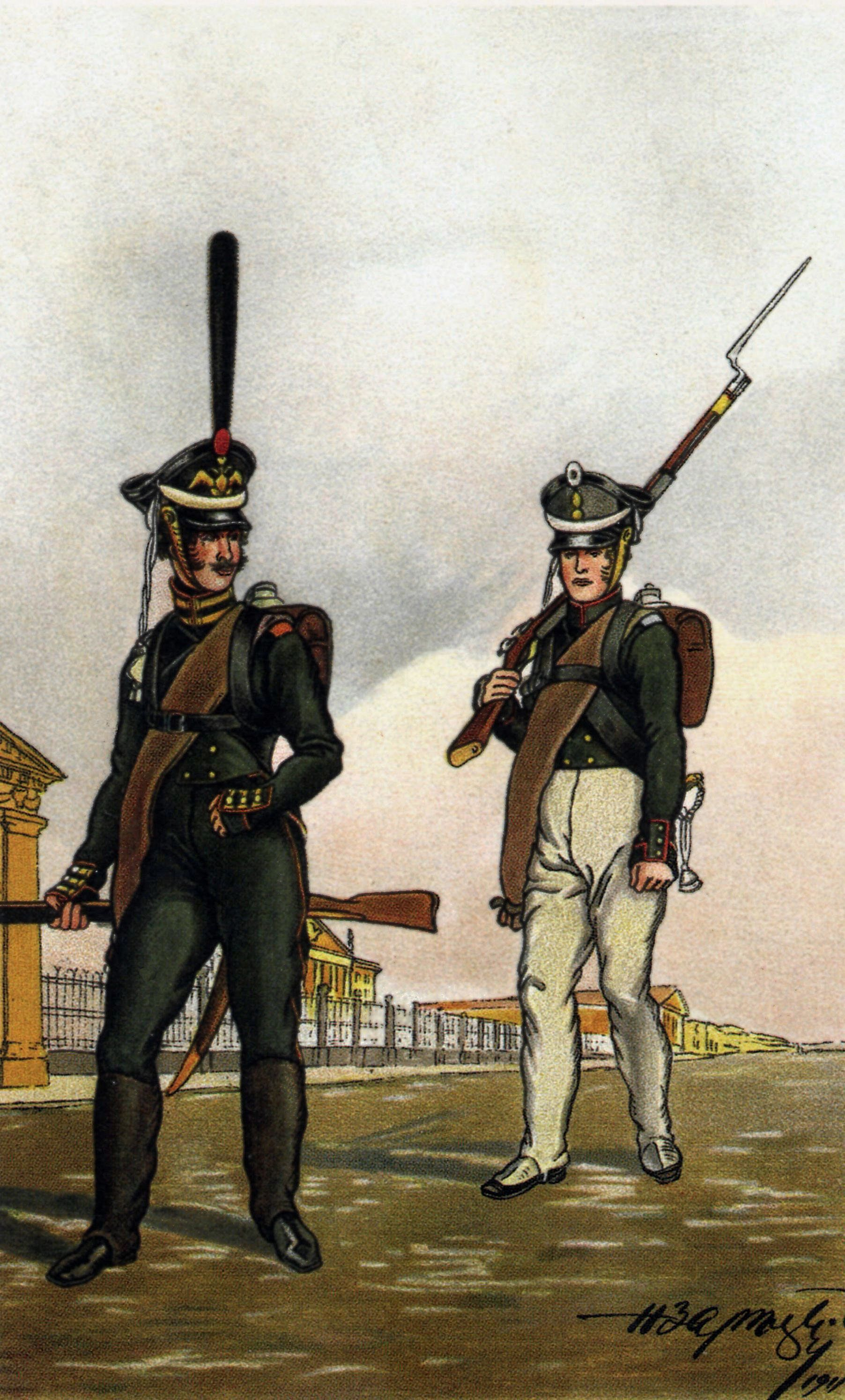
Карабинер Егерского лейб-гвардии полка (зимняя форма; слева) и егерь 14-го егерского полка (летняя форма).
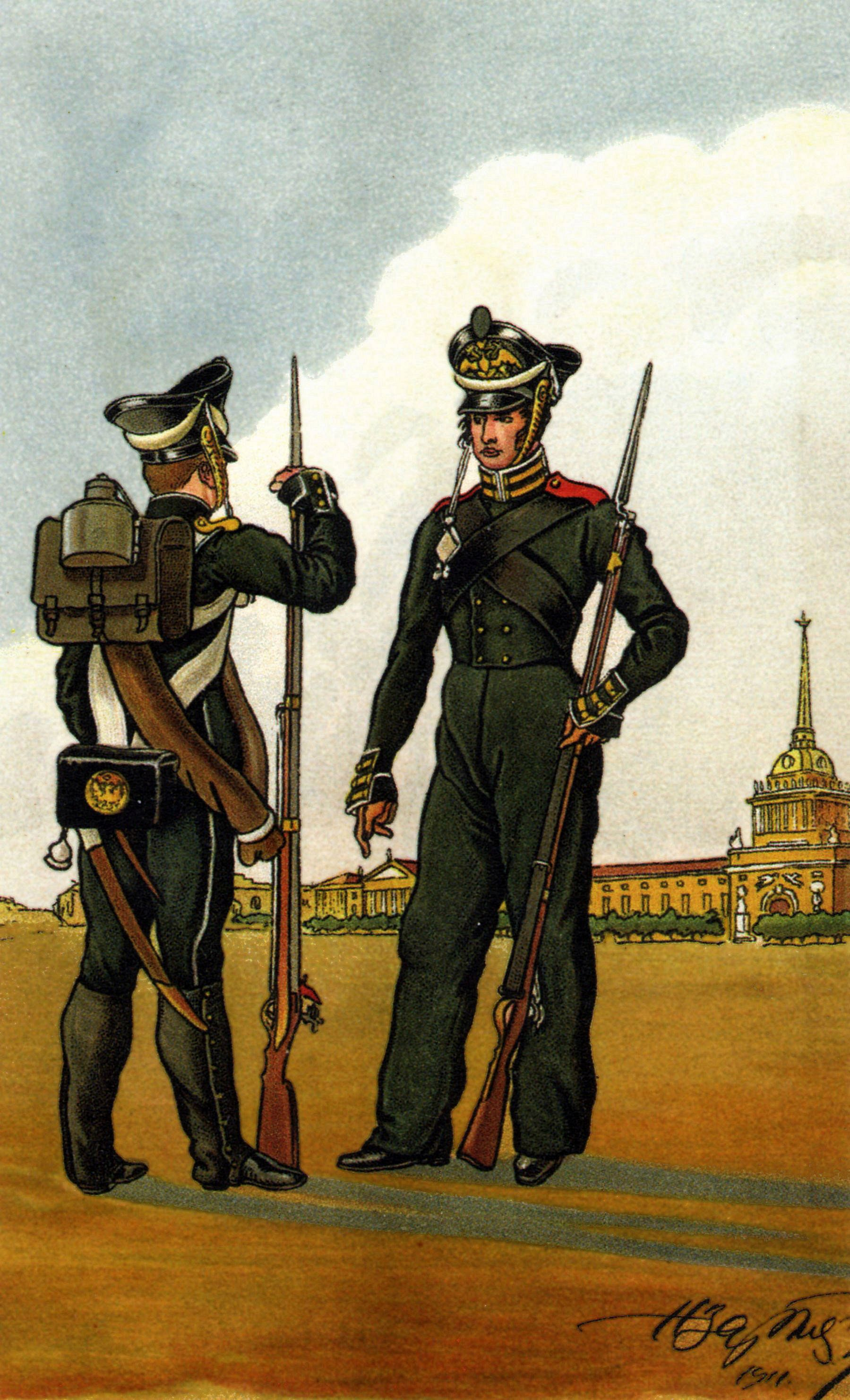
Фузилёр 3-го Морского полка (зимняя форма; слева) и матрос Гвардейского экипажа (зимняя форма).